# Asociace skautů Japonska
Asociace skautů Japonska (ボーイスカウト日本連盟|Bōi Sukauto Nippon Renmei) je hlavní skautskou organizaci v Japonsku. V počátcích pouze pro chlapce, byla organizace známá jako Boy Scouts of Japan od roku 1922 do roku 1971, a jako Boy Scouts of Nippon od roku 1971 do roku 1995 kdy se stala koedukovanou a získala neutrální název. Skauting v Japonsku přestál velký útlum během druhé světové války, a dochází k postupné obnově a na konci března 2012 čítala organizace 143 272 členů.

## Významní skauti
- Rjútaró Hašimoto, 82. a 83. premiér Japonska
- Yukio Hattori, pátý prezident Hattori Nutrition College, komentátor v japonském programu soutěžního vaření Iron Chef
- Sóiči Noguči, japonský kosmonaut
- Makoto Raiku, manga umělec (Zatch Bell!)
- Šigeru Mijamoto, japonský návrhář videoher

## Mezinárodní skauting
Asociace skautů Japonska hostila třinácté světové Jamboree v Asagiri Plateau, Prefektura Šizuoka, v roce 1971, a téměř souběžně i 23. světovou skautskou konferenci. Od té doby hostila řadu dalších mezinárodních aktivit, včetně sumitu nejvyšších představitelů Asie a Tichomoří v roce 1997 a 23. Asijko-Pacifické/13. Nippon Jamboree v roce 2002.
Japonsko také hostilo 23. světové skautské jamboree v roce 2015 v Yamaguchi.